# Crash d'un Learjet 45 à Mexico
Le 4 novembre 2008, un Learjet 45 s'écrase à Mexico vers 18 h 45, dans le centre de la ville. L'accident fait 16 morts, les neuf personnes à bord de l'avion et sept au sol, ainsi que plus de 40 blessés au sol. Le Learjet appartenait au secrétariat à l'Intérieur du Mexique et transportait le secrétaire à l'Intérieur, Juan Camilo Mouriño.
L'avion s'est écrasé dans le centre-ville à une heure de pointe près de l'intersection du Paseo de la Reforma et de l'Anillo Periférico, dans le quartier résidentiel et d'affaires de Las Lomas. Lors de son approche sur l'aéroport international de Mexico, l'avion a suivi un Boeing 767 de trop près et a rencontré des fortes turbulences de sillage qui l'ont amené en position de piqué. Les pilotes, en raison d'une vitesse excessive et d'une altitude insuffisante, n'ont pas pu reprendre le contrôle de l'avion et il s'est écrasé dans un bâtiment, explosant à l'impact.
L'enquête a révélé que les pilotes n'étaient pas correctement formés, qu'ils avaient peu d'expérience sur ce type d'avion et qu'ils avaient obtenu des certificats frauduleux et n'auraient pas dû être aux commandes de l'avion.

## Accident

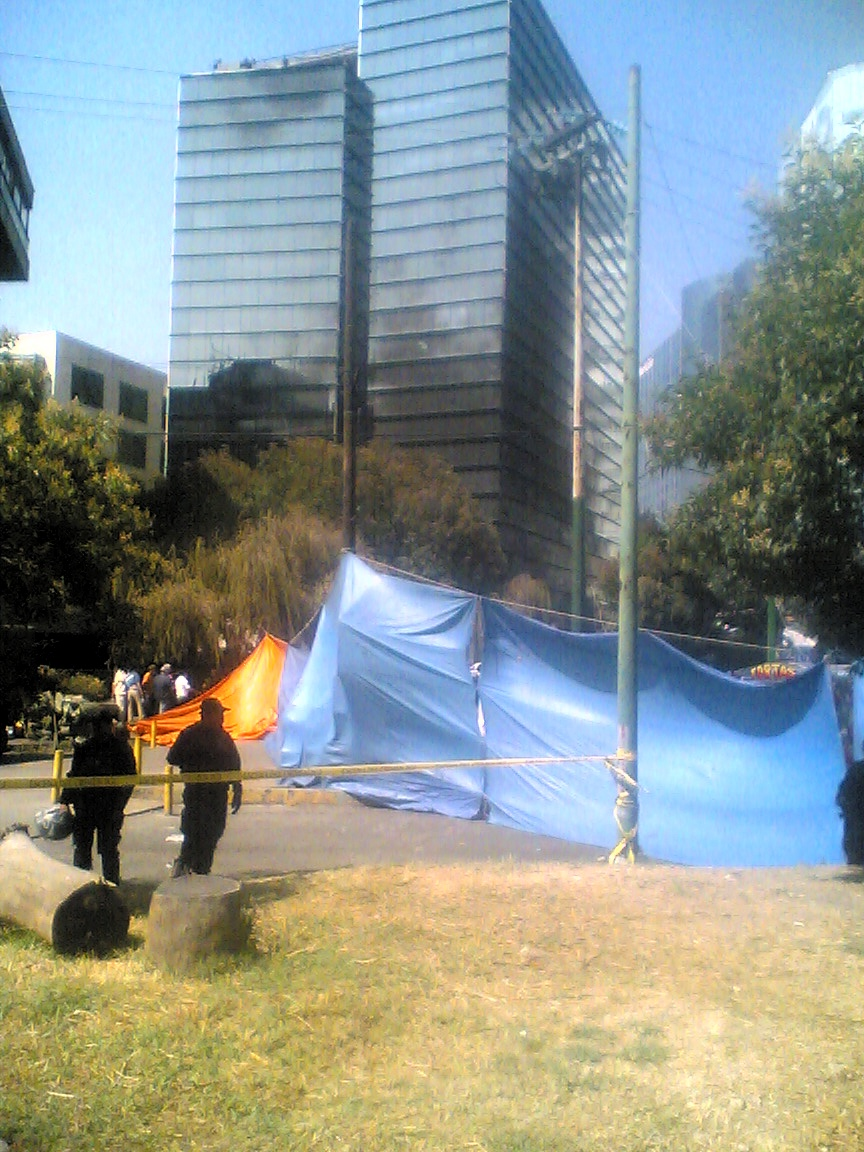
Site de l'accident gardé par la police mexicaine avec les bâtiments brûlés en arrière-plan.

Le Learjet 45 appartenant au secrétariat de l'intérieur du Mexique (immatriculation XC-VMC) a décollé de l'aéroport international de San Luis Potosí et était en approche sur l'aéroport international de Mexico, à 12 kilomètres (6,5 milles nautiques) de l'atterrissage lors de l'accident. L'avion s’est écrasé en pleine heure de pointe près du croisement de l'avenue Paseo de la Reforma et de Anillo Periférico, dans le quartier résidentiel et commercial de Las Lomas.
Lors de son approche sur l'aéroport international de Mexico, le Learjet a suivi de trop près l'avion qui le précédé et a rencontré une violente turbulence de sillage qui l'a fait basculer sur le côté, puis à l'envers et dans une position à piquer. Les pilotes ont pu réduire l'angle de descente, mais en raison d'une vitesse excessive et d'une altitude insuffisante, ils n'ont pas pu reprendre le contrôle de l'avion.
Le Learjet s'est écrasé dans un bâtiment, explosant à l'impact. L'accident a mis le feu à plusieurs voitures et à un kiosque à journaux et blessé au moins 40 personnes. Ce dernier s'est produit à 18 h 45, en pleine heure de pointe du quartier financier, provoquant une explosion dont les flammes « dépassaient les bâtiments ».

## Victimes
Le secrétaire de l'Intérieur, Juan Camilo Mouriño, conseiller principal du président Felipe Calderón, fait partie des victimes. Mouriño était chargé de la lutte contre le trafic de drogue au Mexique,,.
À bord de l'avion se trouvaient six employés du secrétariat à l'Intérieur et trois membres d'équipage,,, :
- José Luis Santiago Vasconcelos (en), ancien procureur général adjoint et chef du secrétariat technique fédéral chargé de la mise en œuvre des récentes réformes constitutionnelles en matière de justice pénale et de sécurité publique ;
- Miguel Monterrubio, directeur général des communications sociales ;
- Arcadio Echeverría, coordinateur des événements spéciaux ;
- Norma Díaz, directrice du département de la communication ;
- Martín Olíva, commandant de bord ;
- Álvaro Sánchez, copilote ;
- Gisel Carrillo, PNC.

## Réponse du gouvernement mexicain
Après l'accident, le président Felipe Calderón s'est adressé à son pays en direct à la télévision nationale. Il a parlé de Mouriño comme l'un de ses amis et collaborateurs les plus proches et a présenté ses condoléances à la famille. Il a déclaré que Mouriño était un homme qui s'était toujours battu pour faire du Mexique un pays meilleur et il a assuré à la nation qu'une enquête sera mise en place pour découvrir les causes de l'accident. Calderón a encouragé les hommes et les femmes mexicains à continuer à se battre pour un pays meilleur, peu importe la difficulté ou la pénibilité de chaque événement.
Marcelo Ebrard, chef du gouvernement du district fédéral, a également transmis ses condoléances à la famille de Mouriño. Ebrard a ensuite déclaré que le gouvernement de Mexico allait accorder une aide financière à tous les blessés bénéficiant de soins médicaux, qu'ils aient été admis dans des hôpitaux privés ou publics,. Il a ajouté que les autorités locales avaient remis au procureur général fédéral tous les enregistrements des caméras de surveillance, ainsi que tous les témoignages recueillis par la police locale.

## Enquête
Un groupe de sénateurs de différents partis politiques a demandé au procureur général du Mexique d’enquêter sur cet accident.
Au départ, plusieurs personnes ont commencé à incriminer les cartels de drogues dans le crash de l'appareil (étant donné les personnalités présentes dans l'avion). Cependant, cette théorie a été rapidement réfutée par les enquêteurs.

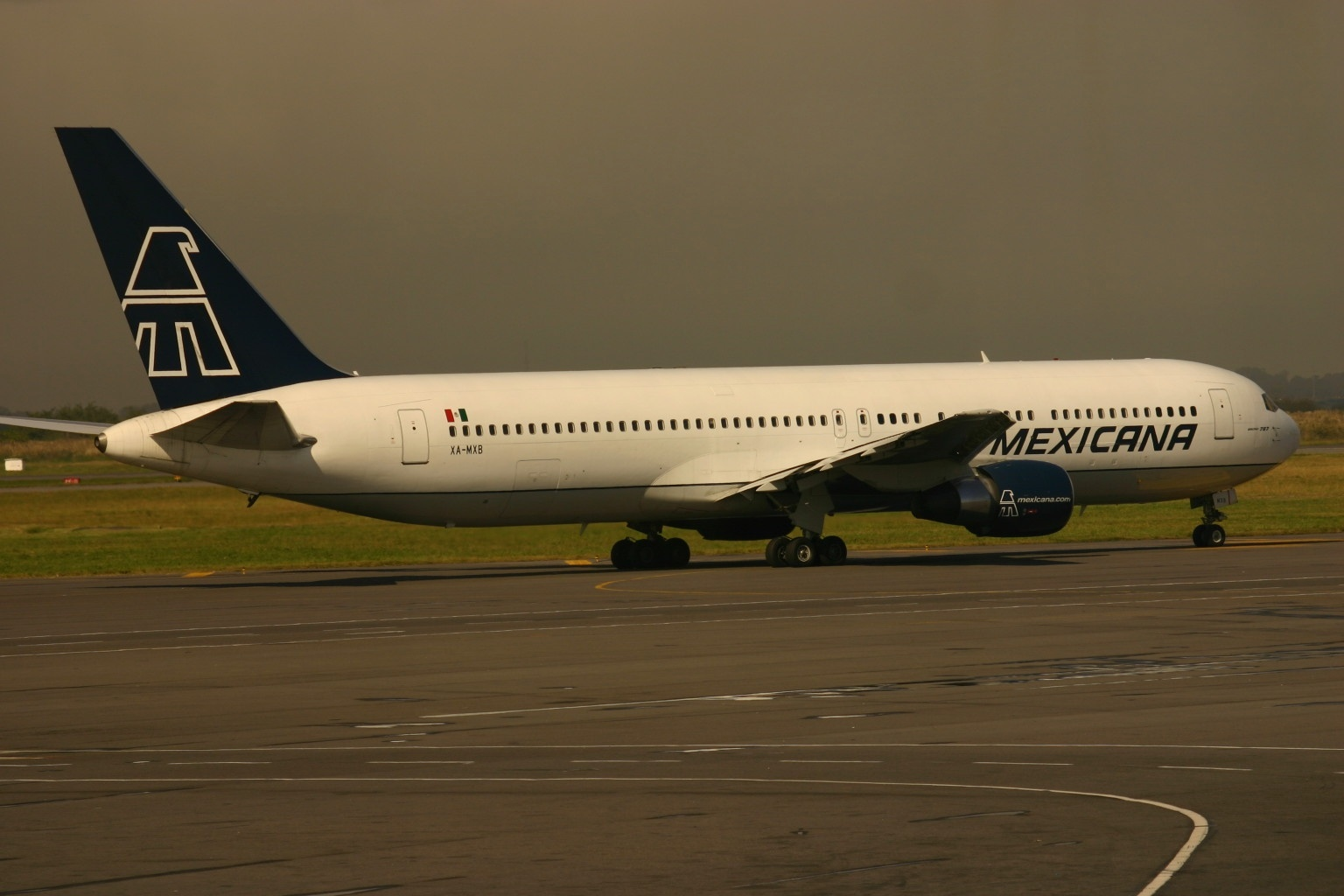
Un Boeing 767-300ER de Mexicana, semblable à celui impliqué dans l'accident.

Les boîtes noires du jet ont été envoyées aux États-Unis pour analyse. Les informations recueillies au cours des 38 minutes de conversations dans le poste de pilotage, ainsi que des séquences vidéo d'une caméra de sécurité placée au sommet d'un immeuble proche du lieu de l'accident, ont fourni la preuve d'une déclaration officielle du gouvernement mexicain selon laquelle l'accident était le résultat d'une erreur du pilote. Le Learjet a été jugé trop près d'un Boeing 767-300ER, assurant alors le vol Mexicana 1692, et a subi de violentes turbulences de sillage,,. La distance minimale autorisée pour un avion plus léger à suivre derrière un avion plus lourd est de 5 milles nautiques (9,3 kilomètres). Le Learjet se trouvait à seulement 4,6 milles nautiques (7,6 kilomètres) du Boeing 767.
L'enquête sur l'accident a révélé plusieurs problèmes liés à l'utilisation par le gouvernement mexicain de sous-traitants privés et fournissant leurs propres pilotes.

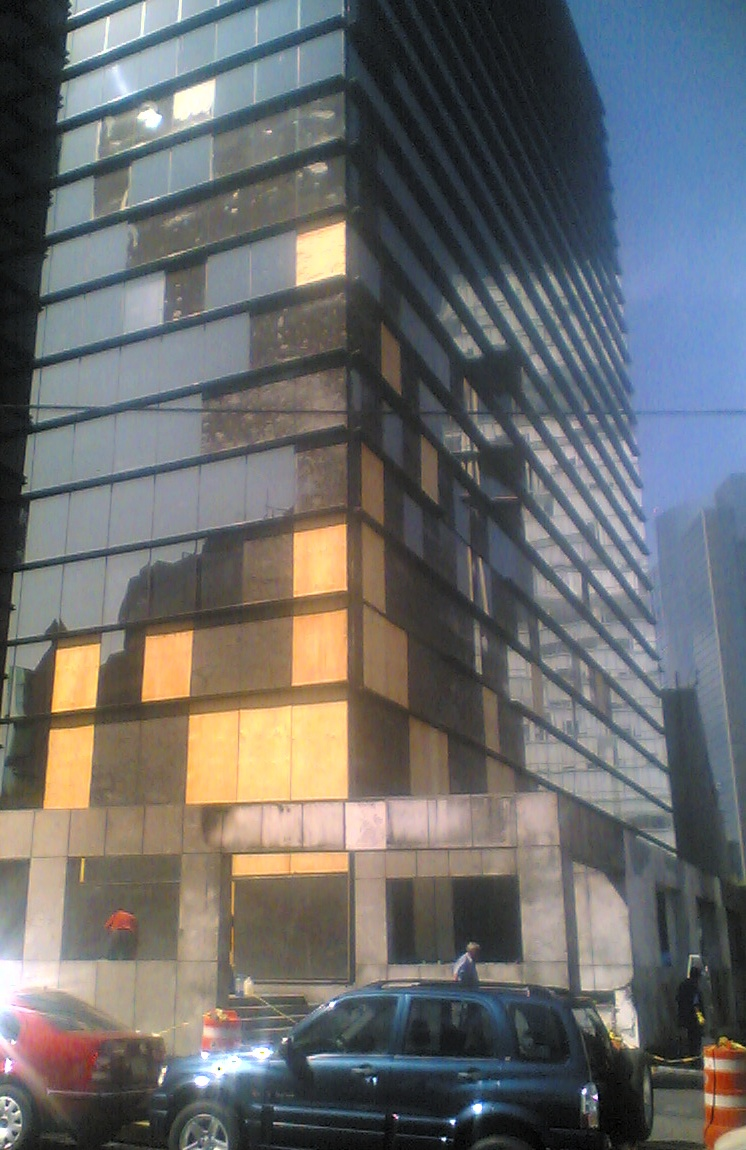
Réparation sur l'immeuble endommagé deux semaines après l'accident.

Plusieurs éléments clés de l'accident sont apparus au cours de l'enquête :
- L’équipage avait peu d’expérience sur Learjet 45 et une enquête a conclu que les pilotes avaient reçu des certificats frauduleux - ils n’avaient pas reçu de formation et les formulaires de certification manquaient ou n'étaient pas signés par leur école de pilotage.
- Le profil de descente indiquait que l'avion s'était approché de l'aéroport avec un angle de descente incohérent. L'avion est descendu rapidement et s'est ensuite stabilisé lors d'une approche en escalier vers l'aéroport. L'avion n'a pas ralenti à la vitesse requise indiquée par le contrôleur aérien, ce qui l'a rapproché du Boeing 767 de Mexicana.
- Une conversation entre les membres de l'équipage indique qu'ils ne connaissaient pas bien le fonctionnement de l'avion. À plusieurs reprises, ils ont échoué à saisir les informations indiquées sur les instruments de bord, n'ont pas suivi un plan de vol correct et ont eu des difficultés de navigation, manquant ainsi leur première arrivée à San Luis Potosí de plus de 250 milles nautiques (460 kilomètres). En outre, leurs conversations en vol ressemblaient davantage à la nature des personnes conduisant une voiture et non sur celle de pilotes entraînés suivant un plan de vol approprié.
- Les pilotes ont attendu plus d’une minute pour suivre l’ordre du contrôleur aérien de réduire leur vitesse. Le Learjet volait à 262 nœuds (485 km/h), tandis que le Boeing 767 de Mexicana volait à 185 nœuds (343 km/h). Le Learjet s’est donc trop rapproché du 767-300.
- L'accident s'est produit pendant les heures de pointe à l'aéroport, où le trafic aérien était intense, ce qui a remis en question la gestion et la planification des plans de vol des principaux responsables gouvernementaux.
- L’accident s’est produit juste au moment où les aéronefs qui entraient dans la ville de Mexico et suivaient un cap à 170 ° (sud-sud-est) tournent à gauche pour s’aligner sur les pistes de l’aéroport international Benito Juárez à 53 ° (nord-est). Lorsque le Learjet a atteint le point de virage, trop près derrière le 767, il a rencontré une violente turbulence de sillage qui a fait basculer l'avion dans une assiette en piqué. À ce stade, l'avion volait à une altitude moyenne de 2 700 mètres (9 000 pieds), soit seulement environ 520 mètres (1 700 pieds) au-dessus du sol, Mexico étant situé à une altitude de 2 250 mètres.
- Au moment de l'accident, le temps était calme, ce qui a aggravé le phénomène de la turbulence du sillage.
- Les pilotes n’étant pas qualifié, ils n’ont donc pas pu reprendre le contrôle en raison de la vitesse de l’avion, de la position à piqué et à l'envers et de l’altitude insuffisante. L’équipage a réussi à réduire l’angle de descente de 45 ° à 40 ° avant de heurter le sol à plus de 260 nœuds (480 km/h)[1].

9 recommandations de sécurité ont été émises à la suite de l'accident et de la publication du rapport final(p76-77).

## Médias
L'accident a fait l'objet d'un épisode dans la série télévisée Air Crash nommé Carnage en banlieue (saison 14 - épisode 8).

### Vidéos
- (es) [vidéo] « Accidente Juan Camilo Mouriño: Covertura (1) », sur YouTube.
- (es + en) [vidéo] Associated Press, « Plane Crashes Into Wealthy Mexico Neighborhood », sur YouTube.
- (es + en) [vidéo] AP Archive, « Aftermath of plane crash kills interior min and at least 7 others », sur YouTube.
- (en) [vidéo] Associated Press, « Black Boxes From Deadly Mexico Crash Sent to US », sur YouTube.
- (en) [vidéo] Associated Press, « Mexico Plane Crash Was Accident », sur YouTube.
- (en) [vidéo] Associated Press, « Mexican Crash Likely Caused by Turbulence », sur YouTube.
- (es) [vidéo] Presidencia Felipe Calderón Hinojosa, « Informe accidente Learjet 45 XC-VMC, 4 de noviembre de 2008 », sur YouTube.